# Кайырма (Джалал-Абадская область)
Кайырма (кирг. Кайырма) — село в Базар-Коргонском районе Джалал-Абадской области Кыргызстана. Входит в состав Акманского айылного аймака.

## География
Село расположено в юго-восточной части области, к северо-западу от Базар-Коргонского водохранилища, на расстоянии приблизительно 3 километров (по прямой) к юго-востоку от города Базар-Коргон, административного центра района. Абсолютная высота — 706 метров над уровнем моря.

## Население
Согласно оценочным данным Национального статистического комитета Кыргызской Республики, численность населения села на начало 2023 года составляла 2574 человека.
| год     | 2009 | 2014 | 2015 | 2020 | 2021 | 2023 |
| ------- | ---- | ---- | ---- | ---- | ---- | ---- |
| человек | 1810 | 2207 | 2192 | 2518 | 2554 | 2574 |